# 金森重樹
金森 重樹（かなもり しげき、1970年 - ）は日本の行政書士・不動産投資顧問。不動産、建設、ホテルチェーン、医療法人、福祉事業などグループ年商100億円の企業グループのオーナー。漫画『タカネの花』監修。

## 経歴
東京大学法学部を卒業。25歳の時に1億2000万円の借金を負う。マーケティングの技術を活用して35歳で借金を完済後、行政書士として脱サラ。
個人で日本最大となる2メガワットのメガソーラー発電所を宮古島で開設した。
著書に『2015年改訂版 100％得をするふるさと納税生活完全ガイド』。また、断糖高脂質食」によるダイエットを提唱し、本人も2か月で30キロ減を達成した経験を『ガチ速“脂"ダイエット 極上レシピ大全 』（2020/12/18）、『運動ゼロ空腹ゼロでもみるみる痩せる　ガチ速“脂”ダイエット』（2020/7/8）として刊行した。